# 1953
Cette page concerne l'année 1953 (MCMLIII en chiffres romains) du calendrier grégorien.
L'année 1953 est une année commune qui commence un jeudi.

## En bref
- 12 janvier : début du « complot des blouses blanches » en URSS.
- 5 mars : mort de Joseph Staline. mort de  Serguei Prokofiev
- 31 mars : le Suédois Dag Hammarskjöld est élu secrétaire général de l’ONU[1].
- 29 mai : le Néo-Zélandais Edmund Hillary et le Sherpa Tensing Norgay sont les premiers hommes à gravir l’Everest[2].
- 16 - 17 juin : émeutes de 1953 en Allemagne de l’Est.
- 27 juillet : l’armistice de Panmunjeom marque la fin de la guerre de Corée.

## Événements

### Afrique
- 3 - 5 février :  massacre de Batepá. Répression de la révolte des forros contre le travail forcé à São Tomé[3].

- 1er-2 avril : le leader nationaliste Harry Nkumbula appelle à une grève générale en Afrique centrale britannique (dite journées nationales de prière)[4].
- 8 avril : le dirigeant nationaliste kenyan Jomo Kenyatta est condamné à 7 ans de prison pour sa participation dans l’organisation de la révolte des Mau Mau[5].
- 15 avril : élections générales sud-africaines. Victoire du parti national et réélection de Daniel François Malan au poste de premier ministre de l’Union de l’Afrique du Sud[6].

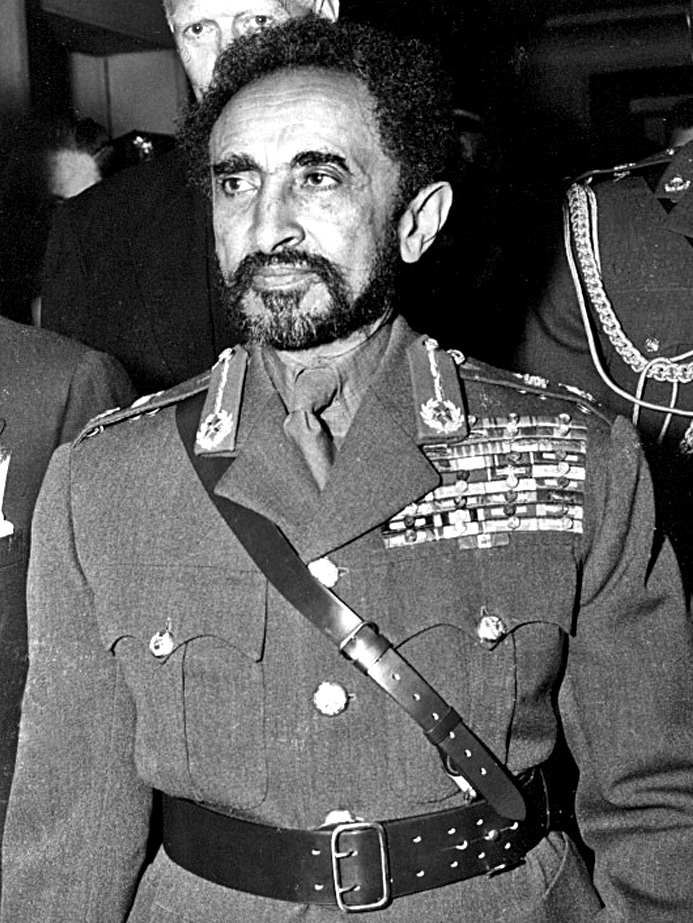
Haïlé Sélassié en visite officielle aux États-Unis, le 25 mai 1953.

- 22 mai : Hailé Sélassié Ier signe avec les États-Unis un traité de défense mutuelle. Par le traité d’amitié et d’assistance économique du 6 août suivant, ils lui apportent une aide pour la reconstruction du pays[7].

- 3 juin : fondation du comité France-Maghreb par Louis Massignon, qui cherche à rapprocher christianisme et islam[8].

- 1er août : les Britanniques créent la Fédération de Rhodésie et du Nyasaland, assurant aux 200 000 Blancs une position dominante, alors que les minorités asiatiques ont un rôle important dans l’économie et que les Noirs sont les plus nombreux (6,1 millions). Le Nyassaland African Congress (NAC) s’oppose vivement à cette fédération (fin le 31 décembre 1963)[9].

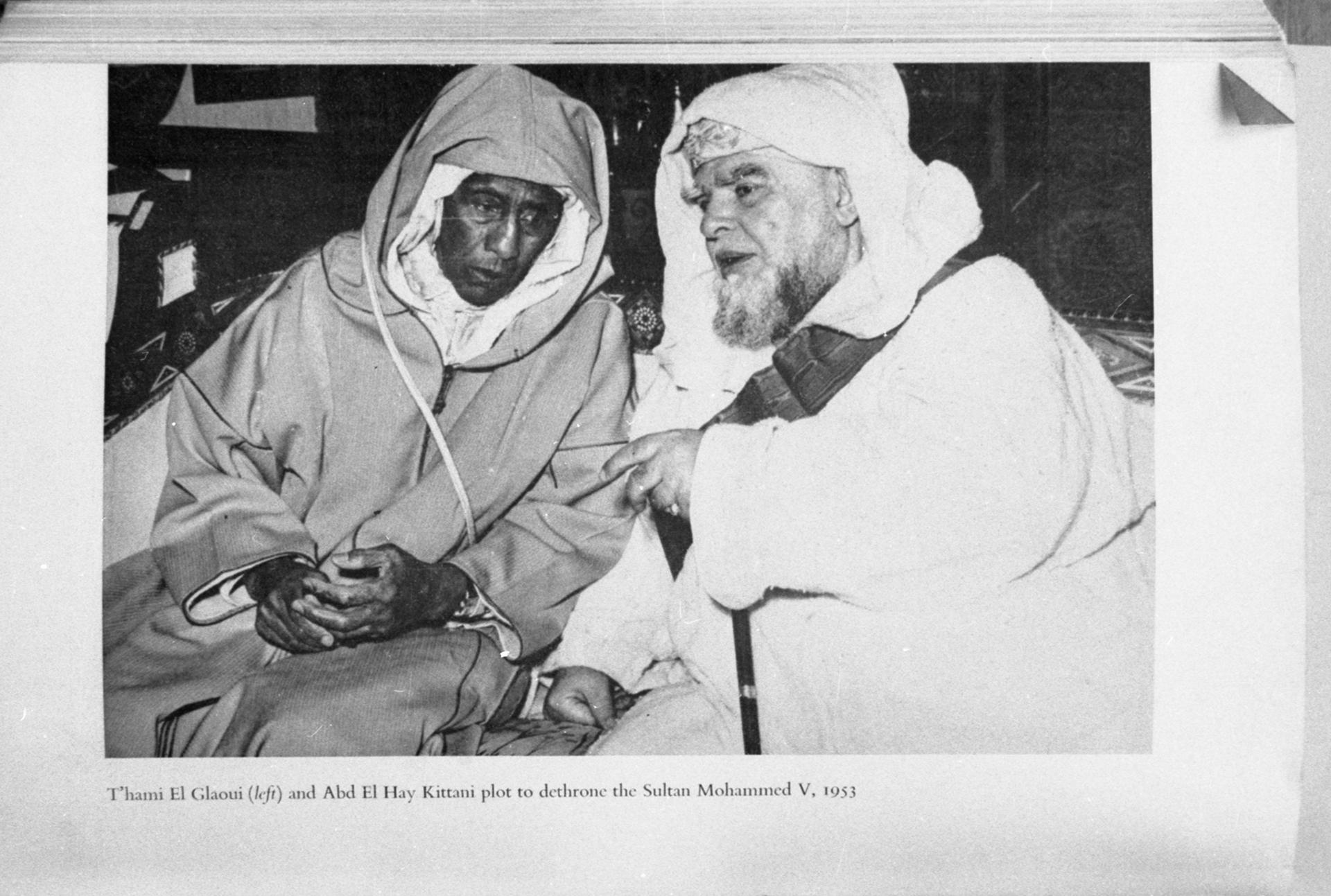
El Glaoui et Abd El Hay Kittani conspirent pour renverser le sultan du Maroc.

- 15 août : le Glaoui, pacha de Marrakech, soutenu par les colons et l’administration, prend la tête d’un mouvement d’opposition antidynastique et fait proclamer un nouveau chef religieux au Maroc, Ben Arafa ; des troubles éclatent et plus de 20 personnes sont tuées à Oujda[10].
- 20 août : arrestation et exil sur ordre de la Résidence française du sultan du Maroc Sidi Mohammed ben Youssef pour avoir préconisé une révision du régime du Protectorat au détriment de l’autorité française. Il est remplacé par Ben Arafa, qui n’aura aucune autorité[10]. Grave détérioration des rapports franco-marocains. Le terrorisme anti-européen et la répression policière se développent.
- 21 septembre - 25 novembre : grève générale en Guinée pour obtenir la promulgation du Code du travail d’outre-mer, organisé par Ahmed Sékou Touré[11].
- Octobre - décembre : Les étudiants noirs parlent…, brochure éditée chez Présence Africaine. Majhemout Diop y écrit un article qui exige l’indépendance « L’unique issue : l’indépendance totale. La seule voie : un large mouvement d’union anti-impérialistes »[12].
- 30 novembre : exil du kabaka Mutesa II, autorité suprême bugandaise, pour deux ans. Un parti se forme pour le soutenir (futur Kabaka Yekka (en)). Le gouverneur Andrew Cohen proclame immédiatement l’état d’urgence[13].
- 4 - 6 décembre : VIe Congrès panafricain de Kumasi, organisé par Kwame Nkrumah[14].

- Mauvaise récolte et famine au Tanganyika (fin en 1954)[15].
- Sècheresse et famine dans le Welle et le Tigray en Éthiopie[16].

### Amérique
- 15 janvier : début d’un mouvement de grèves étudiantes à Cuba[17].

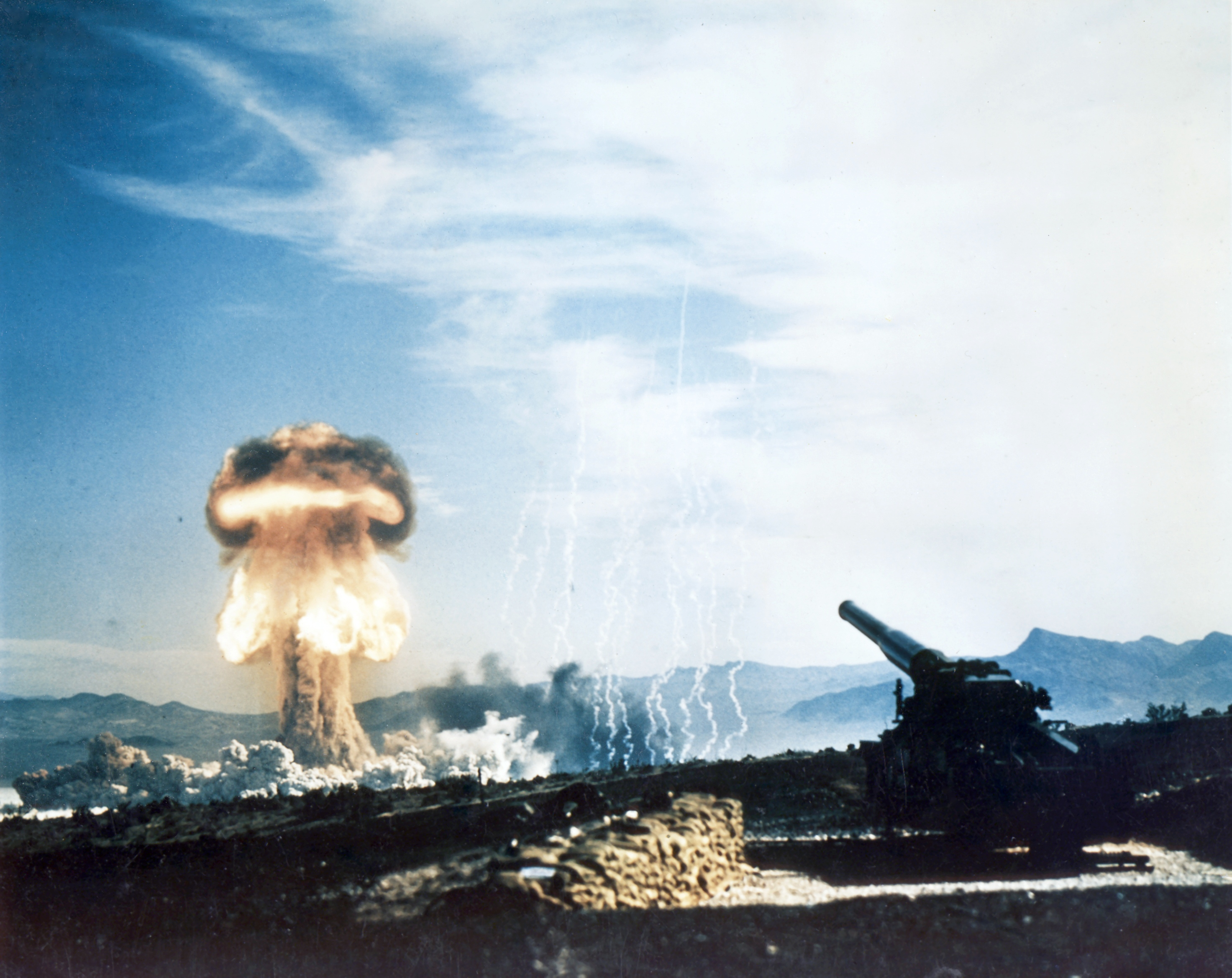
17 mars-4 juin : opération Upshot-Knothole au site d’essais du Nevada.

- 13 juin : le général Gustavo Rojas Pinilla prend le pouvoir en Colombie avec l’appui des partis politiques pour mettre fin à La Violencia (fin en 1957)[19]. Mais la situation empire dans les campagnes. Rojas Pinilla veut détruire le système bipartisan, ce qui provoque la réaction immédiate des deux partis traditionnels[20].
- 19 juin : Ethel et Julius Rosenberg sont exécutés sur la chaise électrique à la prison de Sing Sing[21]. Ils sont accusés d’avoir livré, en 1944, aux Soviétiques des secrets atomiques en provenance du Laboratoire national de Los Alamos, où ils travaillaient.

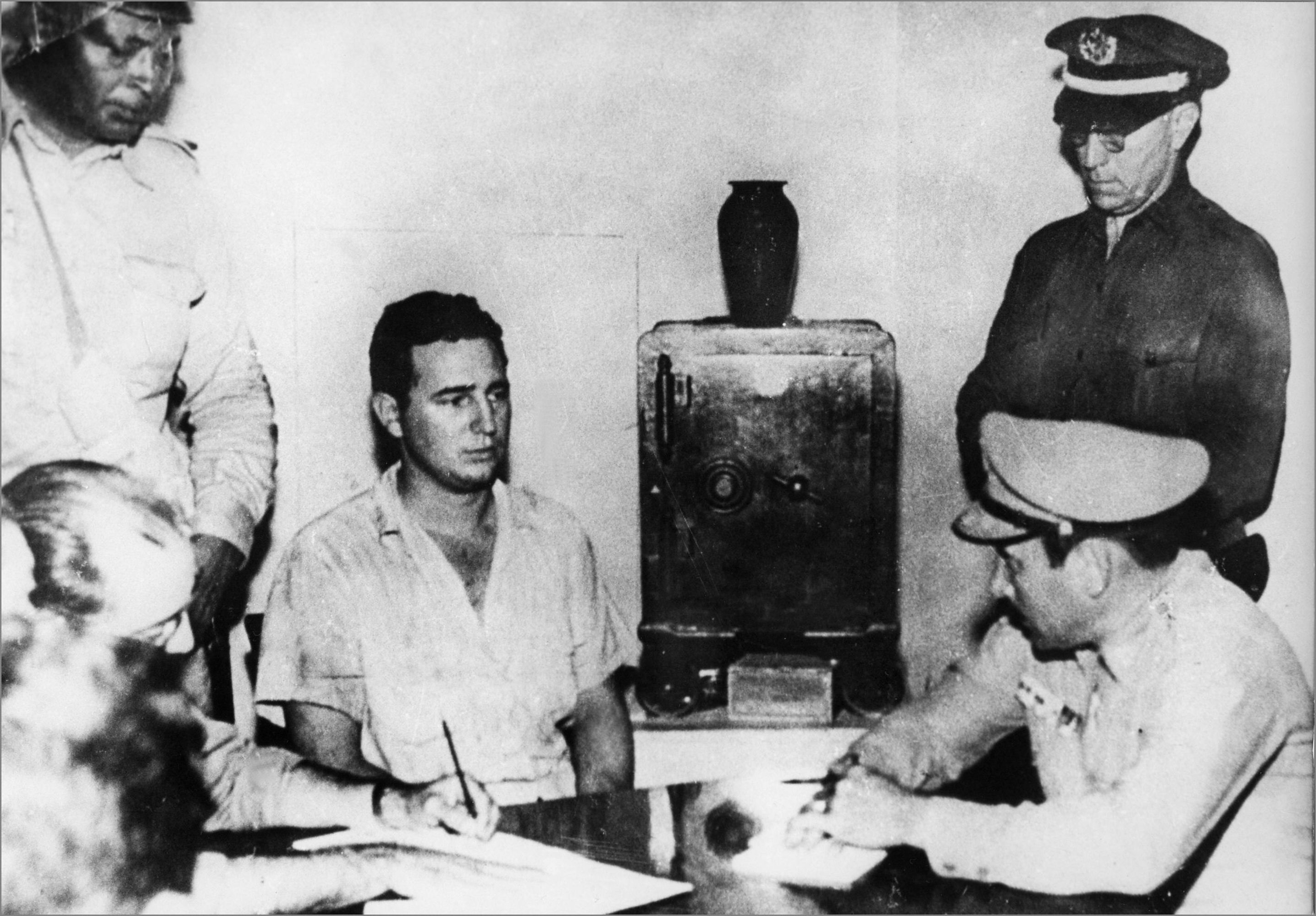
Fidel Castro en état d’arrestation après l’attaque de la caserne de Moncada.

- 26 juillet : attaque manquée de la caserne de Moncada dans le sud-est, à Santiago de Cuba, par Fidel Castro et 165 jeunes partisans[20].

- 2 août : réforme agraire en Bolivie, inspirée de la Constitution mexicaine de 1917[22]. Elle procède à la nationalisation des terres et affirme le principe selon lequel « la terre appartient à celui qui la cultive ». Deux millions d’Indiens, qui vivaient sous un régime féodal, sont libérés. Près de 10 millions d’hectares sont distribués à 200 000 familles, surtout dans les hautes terres.
- 10 août : Louis Stephen Saint-Laurent (libéral) est réélu premier ministre du Canada[23].

- 16 octobre : lors de son procès, Fidel Castro prononce un long discours « L’histoire m’absoudra ». Il purge 11 mois de prison à l’île aux Pins puis bénéficie d’une amnistie générale concédée par Batista et s’enfuit vers le Mexique[20].
- 17 octobre : droit de vote féminin au Mexique[24].
- 8 novembre : José Figueres Ferrer, président du Costa Rica[25].
- 4 - 8 décembre : sommet tripartite Churchill-Eisenhower-Laniel aux Bermudes sur la sécurité en Europe[26].
- 8 décembre : le président Eisenhower lance son projet Atoms for Peace au cours d’un discours prononcé devant les Nations unies. Il propose la création d’une agence internationale chargée de contrôler l’utilisation des matières nucléaires[27].

### Asie et Pacifique
- 24 janvier : au Cambodge, Penn Nouth est nommé Premier ministre[28].
- Janvier :
  - guerre d’Indochine : opérations de nettoyage dans le delta tonkinois (opérations Normandie, Nice, Bretagne (en))[29].
  - quatrième opération du Kuomintang contre la Chine à partir des bases birmanes, qui tourne au désastre. Sur les 30 000 hommes engagés, 6 000 seulement survivront[30].

- 2 février : dans son message au Congrès sur l’état de l'Union, le président Eisenhower annonce la déneutralisation du détroit de Taïwan[31].

- 25 mars : l’ONU condamne Taïwan et obtient le rapatriement hors de Birmanie des troupes du Kuomintang à partir du 7 novembre[30].
- 31 mars - 12 octobre : tour du monde du prince Akihito, héritier du trône du Japon. Il visite l’Europe à l’occasion du couronnement de la reine d’Angleterre le 2 juin[32].

- 21 avril : la mission militaire hollandaise en Indonésie, accusée de soutenir certains mouvements hostiles au gouvernement républicain est dissoute. Toutes les conférences qui doivent décider du sort de la Nouvelle-Guinée occidentale échouent[33].

- 28 - 29 mai : bataille pour le Crochet (The Hook) dans la guerre de Corée[34].

- 15 juillet : les fractions du Yen japonais (sen et rin) sont officiellement abolies[35].
- 16-18 juillet : campagne de l’Île de Dongshan. Les nationalistes chinois tentent sans succès de reprendre l’île aux communistes[36].
- 17-19 juillet : opération Hirondelle dans la guerre d’Indochine[37].
- 24-26 juillet : bataille du fleuve Samichon, échec de la dernière attaque chinoise en Corée[38].

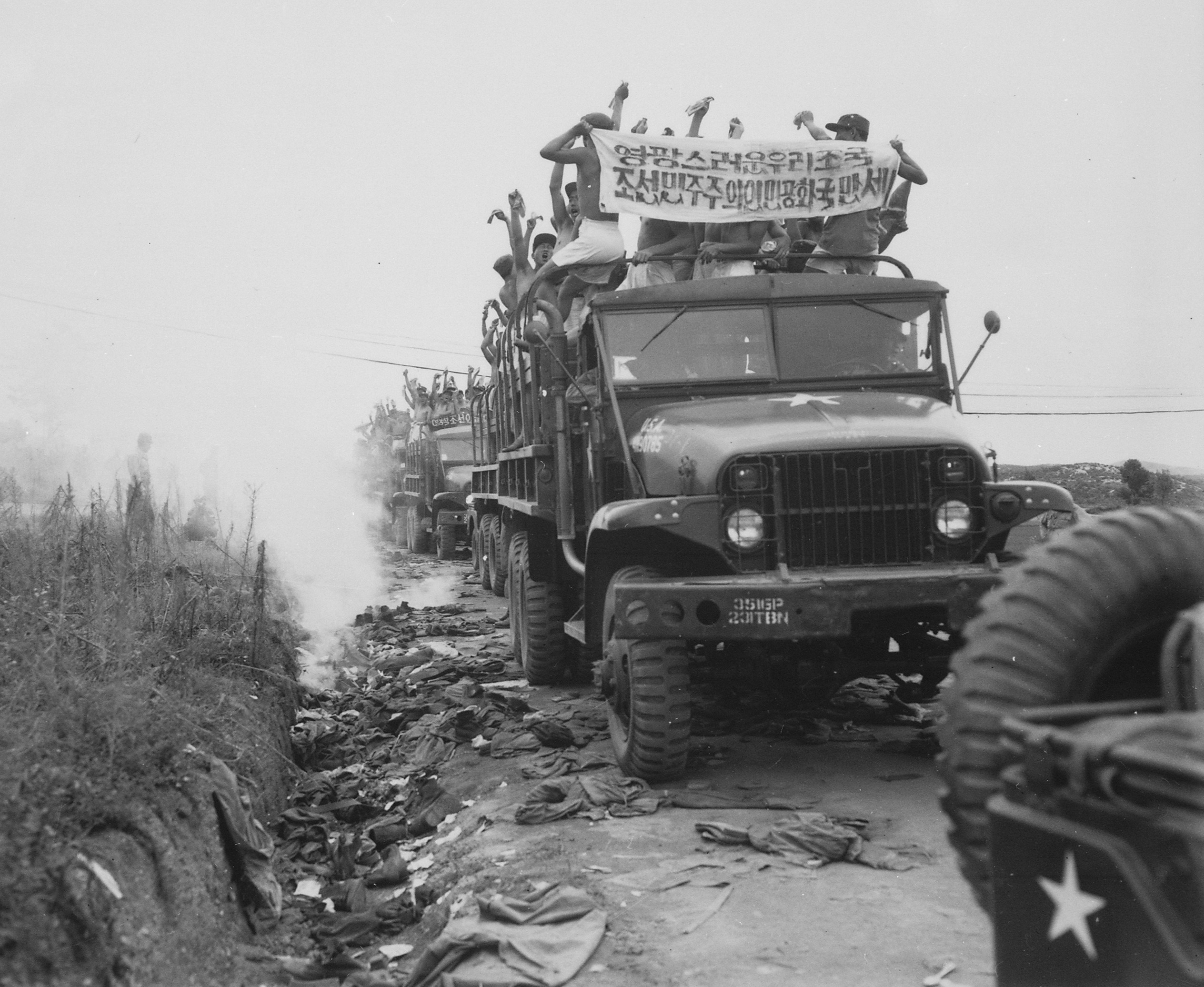
Rapatriement de prisonniers de guerre en Corée lors de l’opération Big Switch, à la suite de l'armistice de Panmunjeom.

- 27 juillet : en Corée, signature de l’armistice de Panmunjeom, sur la ligne de démarcation entre les représentants de l’ONU, ceux de la Chine et de la Corée du Nord, qui marque la fin de la guerre de Corée[39]. La Corée du Sud s’oppose au texte qui reconnaît la partition.
  - Accroissement de l’aide sino-soviétique au Việt Minh à la fin de la guerre de Corée[40].
- 28 juillet : début de l’opération Camargue sur la côte annamite dans la guerre d’Indochine[41].

- 5 septembre : découverte d’un important gisement pétrolifère à Rough Range, dans l’ouest de l’Australie[42].
- 19 septembre, Indonésie : des troubles éclatent dans le pays d’Aceh sous la direction de Daud Beureu’eh (en) en liaison avec le Darul Islam (fin en mai 1962)[43].
- Septembre-octobre : opération Brochet dans la guerre d’Indochine[41].

- 1er octobre : constitution de l’Andhra regroupant les populations de langue télougou (Andhra Pradesh en 1956). Le 29 décembre, une commission est chargée du redécoupage des États de l’Inde sur une base linguistique (1953-1956)[44].
- 15 octobre : début de l’opération Mouette dans la guerre d’Indochine[37].
- Octobre, Birmanie : les deux mouvements communistes de guérilla (Drapeau Blanc et Drapeau Rouge) s’allient et lancent des émeutes dans la capitale Rangoon[30].

- 9 novembre : indépendance du Royaume du Cambodge, obtenue pacifiquement par le roi Norodom Sihanouk dans le cadre de l’Union française[45].

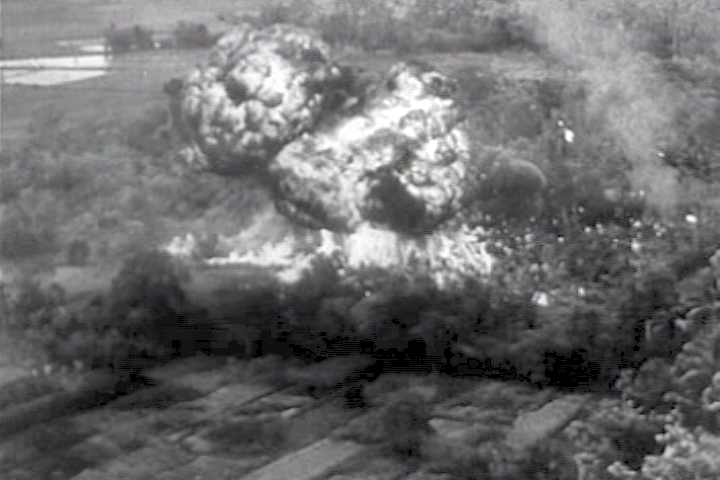
Décembre : utilisation du napalm par la France pendant la guerre d’Indochine.

- 20 novembre, guerre d’Indochine : déclenchement de l’opération Castor dans le cadre du plan Navarre. Des milliers de parachutistes occupent Ðiện Biên Phủ qui sera transformé en camp retranché[46]. Le but de l’opération est de constituer une base pour la reconquête du pays thaï et empêcher une nouvelle invasion du Laos par les forces du Việt Minh.
- 23 novembre : au Cambodge, Chan Nak est nommé Premier ministre[28].

### Proche-Orient
- 3 janvier, Syrie : les opposants Hourani, Bitar et Aflaq, arrêtés le 29 décembre 1952 par la dictature d’Adib Chichakli, s’enfuient au Liban[47]. Le Parti socialiste arabe de Hourani et le Ba’th décident de fusionner (dès le 13 novembre 1952 selon Shibli al-Aysami)[48].
- 16 janvier : les partis politiques monarchiques sont dissous en Égypte et sont remplacés par un parti unique le 23 janvier, le Rassemblement de la Libération[49].

- 27 avril : en Égypte, le général Mohammed Naguib ouvre des négociations avec les autorités britanniques sur la question du canal de Suez. Le 6 mai, elles sont ajournées sine die[50].

- 2 mai :
  - Hussein de Jordanie est couronné roi[51].
  - majorité de Fayçal II d’Irak. La vie politique en Irak continue à être dominée par son oncle Abdul Illah et le Premier ministre Nouri Saïd[52].
- 10 mai : début du voyage au Moyen-Orient du secrétaire d’État américain John Foster Dulles, qui prône la conclusion d’alliance avec les pays arabes se démarquant nettement des traditionnelles relations entre l’Orient arabe et les puissances coloniales[50].

- 18 juin : le général Mohammed Naguib proclame la République en Égypte. En octobre 1954, la Grande-Bretagne accepte de retirer ses troupes de la zone du canal de Suez et de hâter l’émancipation du Soudan[53].

- 10 juillet : une nouvelle Constitution est approuvée par référendum en Syrie. Elle instaure un régime présidentiel. En août, Adib Chichakli est élu président de la république de Syrie[54].

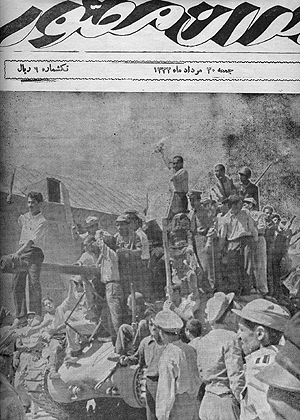
19 août : coup d’État à Téhéran. Couverture du Tehran Mosavar

- 15 août : violentes émeutes à Téhéran. Le 19 août, les partisans du chah Mohammad Reza Pahlavi, soutenus par la CIA (opération Ajax), renversent le dirigeant nationaliste iranien Mohammad Mossadegh qui est arrêté et remplacé par Fazlollah Zahedi. Le chah, qui s’était réfugié à Rome, rentre à Téhéran[55].
- 28 août : raid de l’unité 101 contre le camp de Bureij. Les infiltrations de réfugiés palestiniens sur le territoire hébreu à partir de la Cisjordanie et la bande de Gaza se transforment en véritables opérations de commando. L’armée israélienne constitue une unité militaire irrégulière, l’unité 101, commandée par Ariel Sharon, et destinée à opérer des coups de force sur le territoire jordanien[56]. À partir de l’été 1954, la légion arabe parvient à contrôler les infiltrations palestiniennes et les raids israéliens cessent.

- 12 septembre : le président Adib Chichakli autorise les partis politiques en Syrie à certaines conditions, mais les partis d’opposition boycottent les élections législatives annoncées pour le 9 octobre[57].
- 15 septembre : Salah Salem annonce la création d’un tribunal révolutionnaire en Égypte (mahkamat al-thawrah) constitué pour juger et condamner les personnalités principales de l’ancien régime. Il est présidé par le ministre de la Défense Abdel Latif Boghdadi (Sadate et Hassan Ibrahim sont vice-présidents)[58]. Les rapports du pouvoir avec les Frères musulmans se détériorent. Le régime égyptien prend une voie nettement populiste et autoritaire.
- Septembre : Israël installe un kibboutz dans la bande démilitarisée d’el-Auja (Tel Nitsana) et revendique la souveraineté du territoire[59].

- 9 octobre :
  - élection législative en Syrie[57]. Le Mouvement de libération arabe remporte 72 sièges parlementaires sur 82[60]. Les partis traditionnels s’affrontent pour le pouvoir, laissant se développer des forces radicales nouvelles.
  - première base de l’OTAN en Turquie[61].
  - le roi Abdel Aziz Ibn Saoud institue un conseil des ministres en Arabie saoudite, qui se réunit la première fois le 3 mars 1954[62].

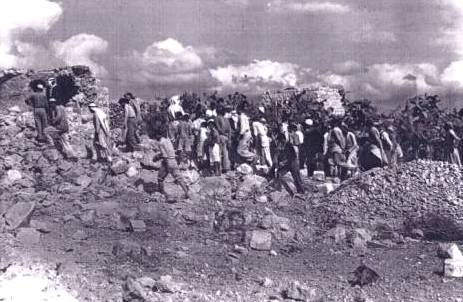
14-15 octobre : massacre de Qibya. Retour des habitants dans les ruines de leur village

- 14 - 15 octobre : massacre de Qibya. 70 personnes sont tuées lors d’une opération de représailles israélienne menée par l’unité 101 contre un village de Cisjordanie à la suite d’un attentat[63].
- 16 octobre : après le refus du plan Main-Klapp de partage des eaux du Jourdain, publié par l’ONU en septembre, le président Eisenhower annonce l’envoi au Proche-Orient de l’ambassadeur américain Eric Johnston, chargé d’élaborer un « plan américain » pour parvenir à une entente israélo-arabe par le biais de la gestion des eaux. Tous les cours d’eau du nord seraient regroupés vers le lac de Tibériade d’où partiraient les réseaux d’irrigation vers le sud. Le stock d’eau constitué serait réparti entre Israël, la Syrie et la Jordanie. Israël réclame une part plus importante, incluant les eaux du Litani au Liban. Les États arabes refusent dans la mesure où tous les cours d’eau sont sur leurs territoires[64],[65].

- 9 novembre : mort d’Abdel Aziz Ibn Saoud. Son fils Saoud lui succède sur le trône d’Arabie saoudite tandis que son second fils Fayçal prend le titre de prince héritier et de vice-Premier ministre. Saoud se montre moins conciliant que son père envers les Américains, leur reprochant leur politique d’ouverture envers l’Égypte et le Yémen, républicains. Il est dépensier, proche de la vie bédouine et peu fait pour diriger le pays. Son frère Fayçal est un musulman austère, monogame, doté des qualités d’un homme d’État, ancien ministre des Affaires étrangères de son père et grand connaisseur des pays occidentaux[62].
- 17 novembre : création en Iran du « Conseil supérieur des tribus » ; il peut convoquer à Téhéran une Assemblée générale, composée des « chefs suprêmes des différentes tribus »[55].

- 7 décembre : démission du Premier ministre israélien, David Ben Gourion[66].

### Europe

#### Europe de l’Est
- 13 janvier :
  - URSS : annonce par la Pravda et Radio Moscou du prétendu « complot des blouses blanches », à la suite de l'arrestation à Moscou de neuf « médecins terroristes », dont six portant un nom juif, accusés d’avoir attenté à la vie de plusieurs dirigeants soviétiques[67]. Début d’une campagne antisémite.
  - Tito, auparavant premier ministre, devient le président de la République fédérale populaire de Yougoslavie après une série d’amendements constitutionnels[68].

- 12 février : l’URSS rompt ses relations diplomatiques avec Israël[67].
- 28 février : la Grèce, la Turquie et la Yougoslavie signent le Pacte des Balkans[68].

- 5 mars : date officielle de la mort de Staline. Gueorgui Malenkov, secrétaire du parti, est nommé Président du Conseil des ministres de l’URSS le 6 mars (fin en 1955). Une direction collégiale prend les commandes du pays : Malenkov, Molotov aux Affaires étrangères, Lavrenti Beria à l’Intérieur (fin en juin), Vorochilov à la présidence du présidium du Soviet suprême, Nikolaï Boulganine et Lazare Kaganovitch aux postes de vice-premiers ministres[69].
- 9 mars : funérailles de Joseph Staline[67].
- 14 mars : démission de Malenkov, remplacé par Nikita Khrouchtchev comme secrétaire du Comité central du PCUS[69]. Il succède à Staline à partir du 20 mars.
- 21 mars : Antonín Zápotocký devient président de la république tchécoslovaque[70].
- 27 mars : annonce d’une large amnistie en URSS[69].
- 28 mars : en Yougoslavie, une ordonnance permet aux paysans de se retirer des coopératives avec leurs biens ; la loi du 27 mai suivant limite la taille maximale des parcelles privées à 10 ha[71].

- 4 avril : la Pravda révèle que le « complot des blouses blanches » est une machination[69]
- 1er - 5 juin : révolte ouvrière en Tchécoslovaquie, avec 129 entreprises en grève et des manifestations de rue antigouvernementale dans quatre centres industriels, notamment à Plzeň où 20 000 ouvriers des usines Škoda se révoltent. 472 grévistes sont arrêtés officiellement[72]. Les conflits ouvriers et le mécontentement des agriculteurs, des intellectuels et des étudiants amènent les dirigeants tchécoslovaques à libéraliser le régime.

- 15 juin : l’Union soviétique reprend les relations diplomatiques avec la Yougoslavie, rompues depuis le 25 octobre 1948[73].

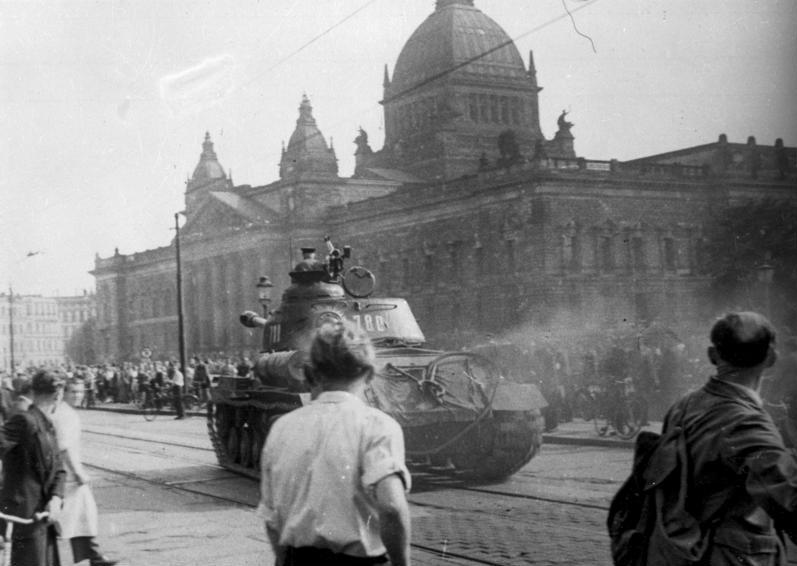
Chars soviétiques à Leipzig pour réprimer les émeutes de 1953 en Allemagne de l’Est

- 16 - 17 juin : émeutes de 1953 en Allemagne de l’Est. Les manifestants réclament l’abaissement des cadences de production et des élections libres. L’état de siège est proclamé. La répression soviétique et est-allemande fait une cinquantaine de morts et plusieurs milliers d’arrestations[74]. Le 23 juin, pour apaiser la situation, le gouvernement est-allemand procède à la révision des normes de productivité qui avaient été le principal facteur de l’insurrection de Berlin-Est.
- 26 juin, URSS : Lavrenti Beria est éliminé pour « activités criminelles et contraires au parti ». Il est jugé, condamné à mort et exécuté le 23 décembre[75].

- 2 juillet : démission forcée de Mátyás Rákosi, premier ministre de la République populaire de Hongrie[76]. Il conserve son poste de secrétaire général du Parti des travailleurs hongrois[77].
- 4 juillet : le nouveau Premier ministre hongrois, Imre Nagy, annonce un « nouveau cours politique pour son pays ». Le nouveau gouvernement hongrois libéralise certains aspects de sa politique. Imre Nagy lance un nouveau programme économique moins strict (développement de l’agriculture et des industries de biens de consommation, arrêt de la collectivisation forcée) et le gouvernement accorde l’amnistie à certains prisonniers et supprime les camps d’internement. Les réformistes se heurtent aux staliniens au sein du parti que Rákosi continue de diriger[77].

- 8 août : Malenkov annonce des réformes économiques pour corriger la politique économique de Staline en URSS[75].
- 12 août : l’URSS fait exploser sa première bombe H[78].

- 7 septembre : Nikita Khrouchtchev obtient du Comité central l’officialisation de son poste de premier secrétaire du PCUS et l’approbation de son rapport sur la réorganisation de l’agriculture et de l’élevage, qui marque la fin de l’ère stalinienne sur le plan économique[79].
- 25 septembre : le cardinal Stefan Wyszyński, archevêque de Varsovie et primat de Pologne, est interné dans un monastère (fin en 1956)[80].

#### Europe de l’Ouest

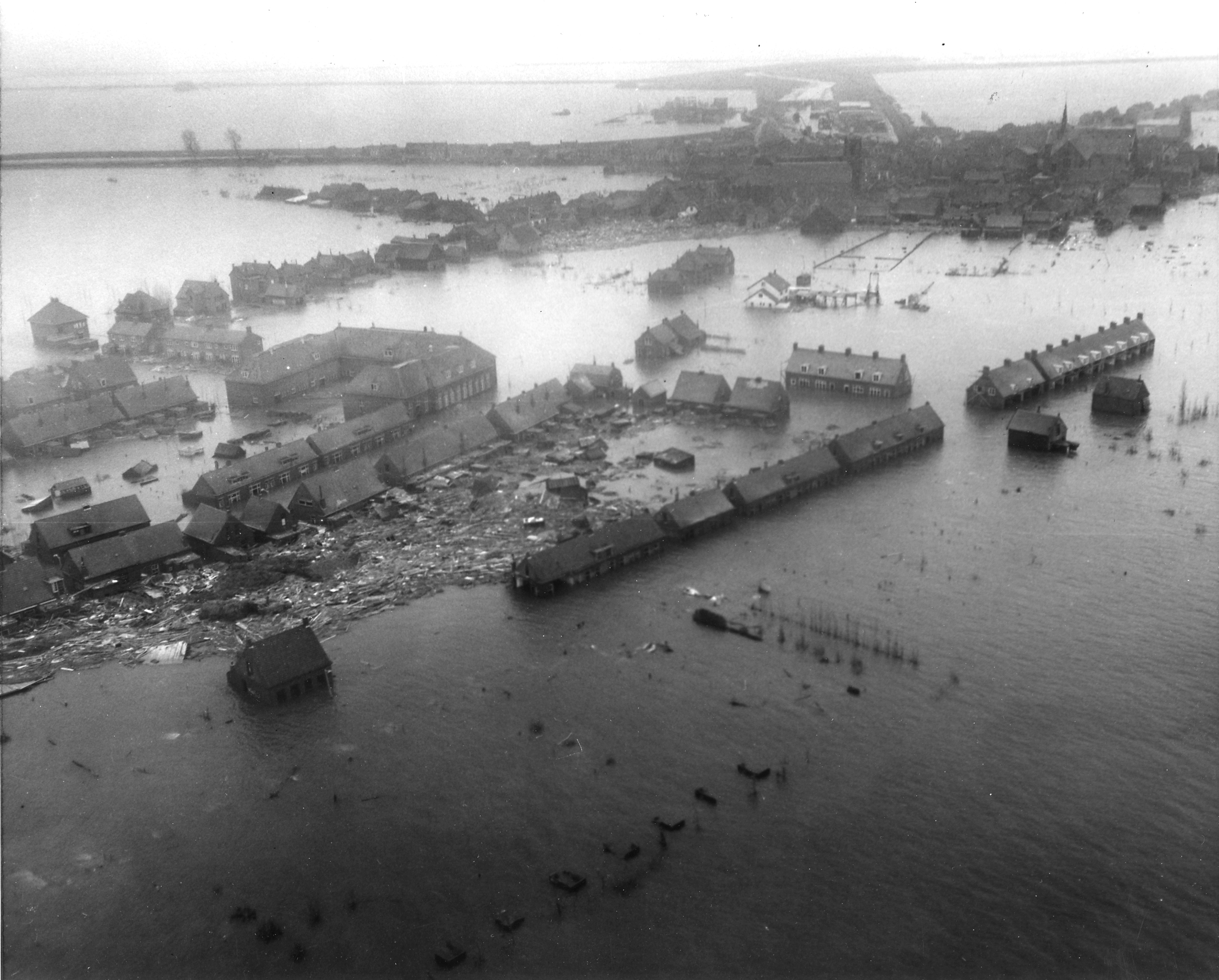
Février : inondations aux Pays-Bas.

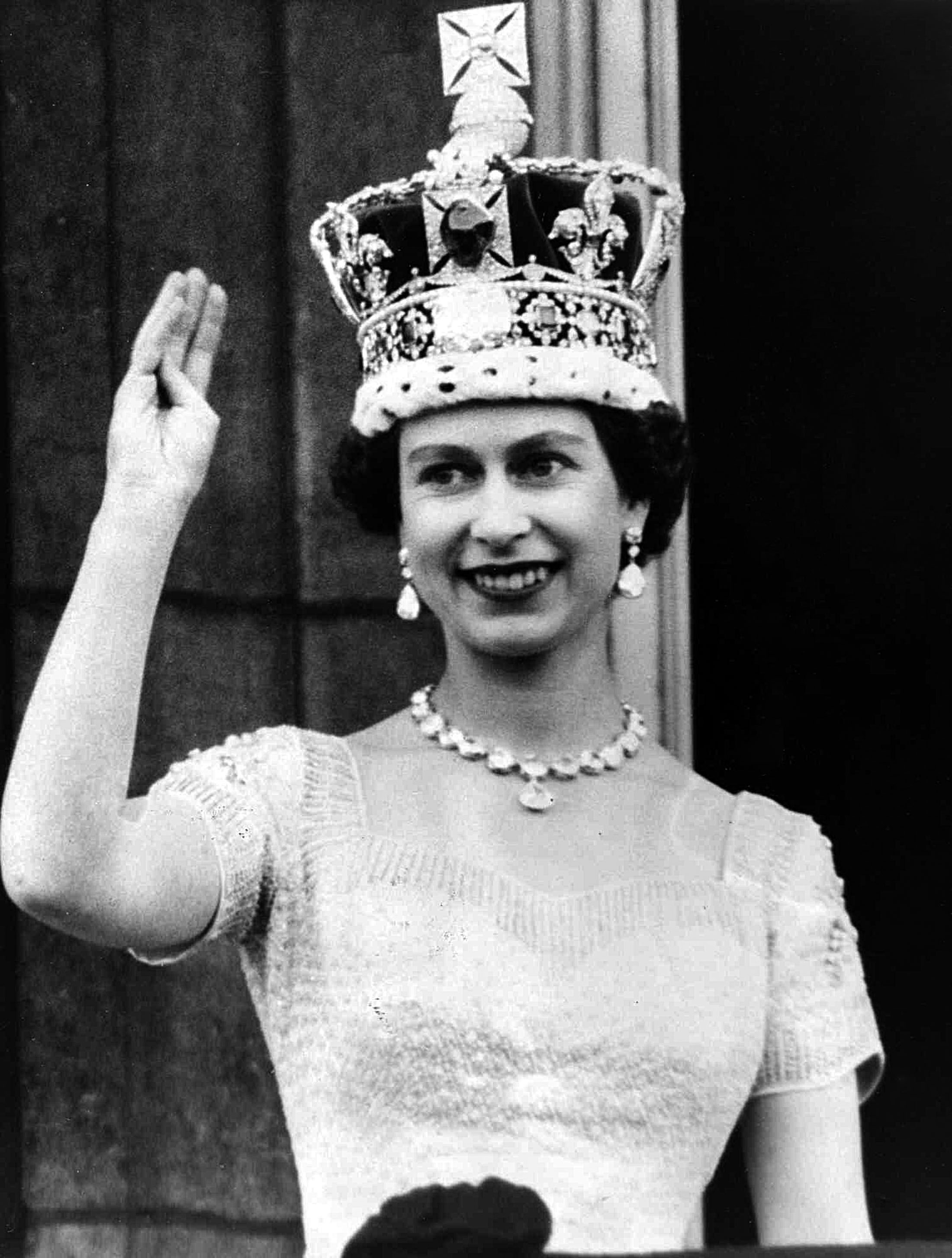
2 juin : couronnement d’Élisabeth II.

- Nuit du 31 janvier au 1er février : inondations affectant les régions de la mer du Nord. Tempête en Zélande. On compte 2 167 victimes, dont 1 835 aux Pays-Bas. Les pouvoirs publics néerlandais adoptent des mesures radicales pour assurer la sécurité de la région (plan Delta en 1958)[81].
- 25 février : Charles de Gaulle prend position contre la CED lors d’une conférence de presse[82].
- 27 février : signature de l’Accord de Londres sur les dettes sur l’allégement de dette de la RFA envers ses pays créanciers[83].

- 21 avril : élections législatives danoises. Les sociaux-démocrates arrivent en tête et le Premier ministre libéral Erik Eriksen (Venstre) démissionne[84].

- 2 juin : cérémonie du couronnement d’Élisabeth II (officiellement reine du Royaume-Uni et du Commonwealth depuis le 6 février 1952) - Première retransmission internationale d’un événement en direct par la télévision[85].
- 5 juin : révision de la Constitution au Danemark. Elle institue une Chambre unique (Folketing) et prévoit le recours au référendum[86].
- 28 juin : élections législatives islandaises[87].

- 27 août : concordat entre l’Espagne et le Vatican[88] qui légitime le régime franquiste. « La religion catholique est la seule religion de la nation espagnole ».

- 6 septembre : élection du 2e Bundestag en Allemagne de l’Ouest[89].
- 13 septembre : lors d’un discours au Capitole, Pella propose un plébiscite dans l’ensemble du territoire libre de Trieste (TLT) pour connaître la volonté des habitants[90].
- 22 septembre : élections législatives danoises. Le 30, Hans Hedtoft forme un gouvernement Social-démocrate minoritaire[91].
- 26 septembre : Accords de Madrid de 1953, traité d’assistance économique et militaire entre les États-Unis et l’Espagne[92].

- 8 octobre : par une déclaration conjointe, Britanniques et Américains affirment vouloir rendre aux Italiens l’administration de la zone A du Territoire libre de Trieste[93].
- 12 octobre : élections législatives norvégiennes[94].
- 20 octobre : second cabinet Adenauer en RFA[89].

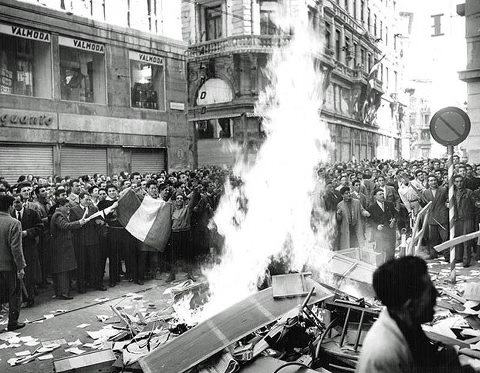
4 - 6 novembre : révolte de Trieste.

- 4 - 6 novembre : Trieste est le théâtre de sanglantes manifestations, violemment réprimées par la police anglo-américaine[90].

## Décès en 1953

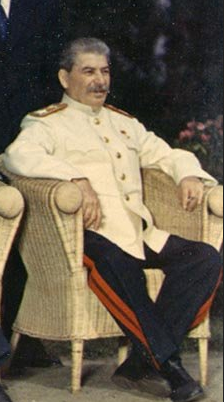
Joseph Staline.

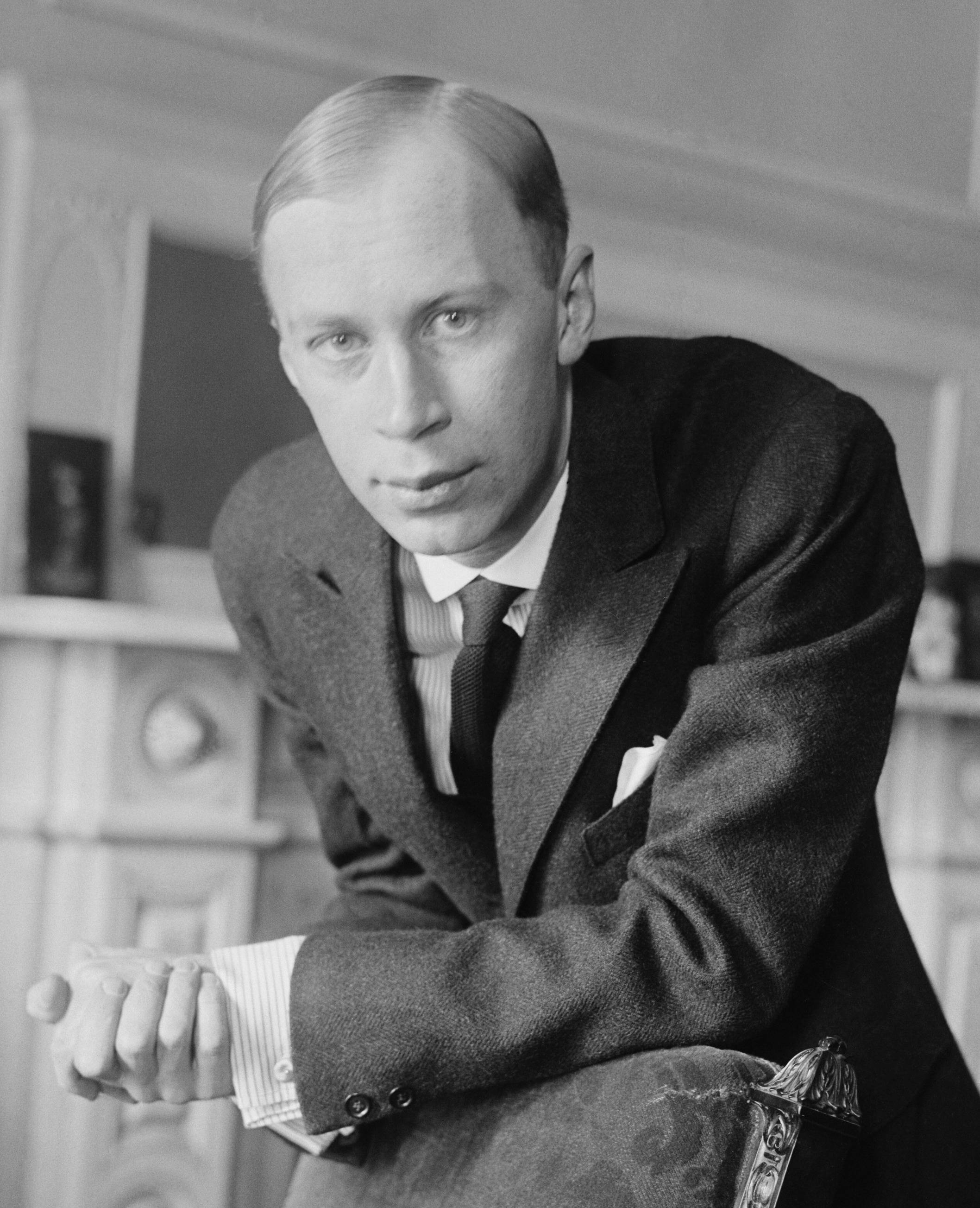
Sergueï Prokofiev

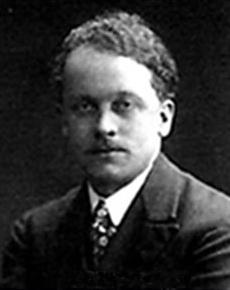
Raoul Dufy

Personnalités majeures décédées en 1953
- 24 février : Gerd von Rundstedt (militaire allemand)
- 5 mars : Joseph Staline (homme politique soviétique)
- 5 mars : Sergueï Prokofiev (compositeur et pianiste russe)
- 23 mars : Raoul Dufy (peintre et décorateur français)
- 3 avril : Jean Epstein (cinéaste français)
- 16 mai : Django Reinhardt (guitariste français de jazz d'origine tsigane)
- 5 juin : Bill Tilden (joueur de tennis américain)
- 30 juin : Vsevolod Poudovkine (cinéaste soviétique)
- 28 septembre : Edwin Hubble (astrophysicien américain)
- 9 novembre : Abdelaziz ben Abderrahmane Al Saoud (Roi d'Arabie saoudite)
- 27 novembre : Eugène O'Neill (dramaturge américain)
- 30 novembre : Francis Picabia (peintre français)